# Hs 298 (ミサイル)

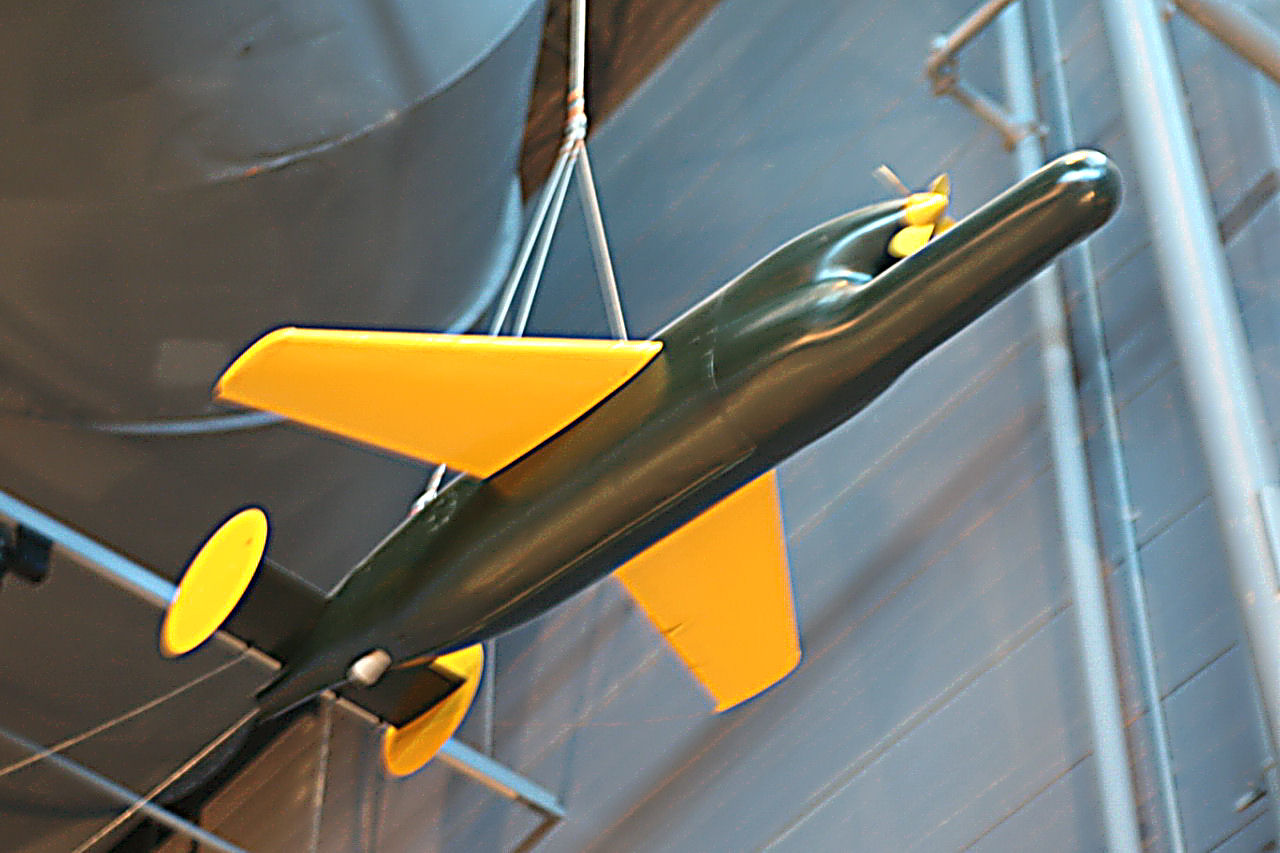
Hs 298

ヘンシェル Hs 298は、ヘンシェル社のヘルベルト・ワーグナー教授が設計したロケット推進の空対空ミサイルである。

## 設計・開発
Hs 298は特に爆撃機を攻撃するために設計されており、空対空の用途に特化して設計された最初のミサイルである。それは、ドルニエ Do 217（5発）もしくはフォッケウルフ Fw190（2発）の専用の発射レールで運ばれ、48キログラム（106ポンド）の爆薬を搭載していた。
Hs 298は先端に後退翼を持つ中翼の単葉機であり、対になった垂直安定板を伴った1つの水平安定板を持つ。ヘンシェル社設計のSchmidding 109-543ロケットエンジンを動力としている。発射時には2段階の挙動を示し、始めの高速の段階では時速938キロメートル（時速585マイル）で発射した航空機から離れるようになっており、次の段階でおよそ1.6キロ（1マイル）の最大射程を得るために時速682キロメートル（時速425マイル）に減速する。FuG 203電波誘導システムを使用しており、機首に取り付けられたスクリュー駆動の発電機によって電力供給されている。このミサイルを航空機で発射するために、2人の乗員を必要とした。1人は目標を狙うために反射器タイプの照準器を使い、もう一人は始めのものと対になっているサーボシステムの付いたもう一つの照準器と操縦桿を使いミサイルを飛ばした。
1944年12月22日にユンカースJu-88Gに搭載された3発のミサイルによって行われた試射が、知られている唯一の試射である。2発のミサイルだけが発射に成功し、一発は失敗して発射レールに残った。発射に成功した2発の内1発はすぐに爆発して地面に急降下した。1945年1月には大量生産に入る予定であったが、同じ空対空ミサイルであるルールシュタール X-4の方が支持を集めたためプロジェクトは断念された。

## 現存品
Hs 298の一つはイギリスのコスフォード空軍博物館 (en) に展示されている。

## 諸元
- 翼幅 – 1.24メートル（4フィート1インチ）
- 全長 – 2.06メートル（6フィート9インチ）
- 重量 – 120キログラム（265ポンド）
- 発射速度 – 時速938キロメートル（時速585マイル）
- 巡航速度 – 時速682キロメートル（時速425マイル）